# باب اسمیت (بازیکن فوتبال)
باب اسمیت (انگلیسی: Bob Smith؛ زادهٔ ۱ ژانویهٔ ۱۹۲۳) بازیکن فوتبال اهل بریتانیا است.
از باشگاه‌هایی که در آن بازی کرده‌است می‌توان به باشگاه فوتبال تورکی یونایتد، باشگاه فوتبال منچستر سیتی، و باشگاه فوتبال پلیموث آرگیل اشاره کرد.